# نهر الكوثر
نهر الكوثر هو نهر من أنهار الجنة جاء ذكره في القرآن الكريم و‌سيرة النبي محمد، فقد جاء في القرآن الكريم أن الله أعطاه  للنبي محمد، وذلك في سورة الكوثر: ﴿إِنَّا أَعْطَيْنَاكَ الْكَوْثَرَ ۝١﴾ [الكوثر:1]

## صفته
بياضه بياض اللبن وأحلي من العسل وتربته أطيب من المسك ويجر علي الياقوت
- «الكَوْثَرُ نهرٌ في الجنةِ حافَتَاهُ من ذهبٍ ومَجْرَاهُ على الدُّرِّ والياقوتِ تُرْبَتُهُ أَطْيَبُ من المِسْكِ وماؤُهُ أَحْلَى من العَسَلِ وأَبْيَضُ من الثَّلْجِ».[1]

أن فيه حوض النبي ﷺ.
- «بينا رسولُ اللهِ ﷺ ذاتَ يومٍ بين أَظْهُرِنَا ، إذ أَغْفَى إغفاءةً ، ثم رفَعَ رأسَه مُتَبَسِّمًا! فقُلْنَا : ما أضْحَكَكَ يا رسولَ اللهِ ؟ ! قال : أُنْزِلَتْ عليَّ آنفًا سورةٌ. فقرأ بسم الله الرحمن الرحيم . إنا أعطيناك الكوثر . فصل لربك وانحر . إن شانئك هو الأبتر ثم قال: أَتَدْرون ما الكوثرُ ؟ فقلنا : اللهُ ورسولُه أعلمُ . قال: فإنه نهرٌ وعَدْنِيه ربي عزَّ وجَلَّ ، عليه خيرٌ كثيرٌ ، و حوضٌ تَرِدُ عليه أمتي يومَ القيامةِ ، آنيتُه عددُ النجومِ ، فيَخْتَلِجُ العبدُ منهم ، فأقولُ : ربِّ ، إنه مِن أمتي . فيقول : ما تدري ما أَحْدَثَتْ بعدَك . زاد ابنُ حجرٍ في حديثِه: بين أَظْهُرِنَا في المسجدِ . وقال : ما أَحْدَثَ بعدَك .»[2]
- «أغفَى رسولُ اللهِ ﷺ إغفاءةً فرفع رأسَه متبسمًا فإمَّا قال لهم وإمَّا قالوا له يا رسولَ اللهِ لمَ ضحِكتَ قال رسولُ اللهِ ﷺ إنَّه أُنزلت عليَّ آنفًا سورةٌ ثمَّ قرأ بسمِ اللهِ الرَّحمنِ الرَّحيمِ ﴿إِنَّا أَعْطَيْنَاكَ الْكَوْثَرَ﴾ حتَّى ختمها فلمَّا قرأ قالﷺ هل تدرون ما الكوثرُ قالوا اللهُ ورسولُه أعلمُ قال ﷺ فإنَّه نهرٌ في الجنَّةِ وعَدنيه ربِّي عزَّ وجلَّ عليه خيرٌ كثيرٌ حوضي ترِدُ عليه أمَّتي يومَ القيامةِ آنيتُه عددَ الكواكبِ ».[3]